# Lidová strana na Moravě
Lidová strana na Moravě byla národně liberální politická strana na Moravě činná v letech 1891 až 1909. V letech 1894-1907 působila jako zemská organizace Národní strany svobodomyslné na Moravě.

## Historie
Strana vznikla na sjezdu v Olomouci dne 15. 2. 1891 jako moravská obdoba mladočeské Národní strany svobodomyslné v Čechách. Sjezd proklamoval „splynutí lidové strany moravské se stranou svobodomyslnou z království“. Lidová strana na Moravě byla mladočeským sjezdem v Nymburce r. 1894 uznána za zemskou organizaci Národní strany svobodomyslné. 
Dlouholetým předsedou (od roku 1900) byl Adolf Stránský, jenž v letech 1892–1896 působil na postu místopředsedy.
Dalšími významnými členy byli: Karel Albrecht, Karel Balák, Hynek Florýk, František Hruban, Antonín Hulka, Ludvík Chlum, Bedřich Kancnýř, Anton Kuchyňka, Václav Lebloch, František Lízal, Konrád Martínek, Edvard Parma, Václav Perek, Josef Podbrdský, Jan Vladimír Pokorný, Jan Pospíšil, Jan Přikryl, Ondřej Přikryl, Rostislav František Reichstädter, Karel Richter, Ladislav Samohýl, Ignác Seichert, Josef Staroštík, Adolf Stránský,  Josef Svozil, Václav Šílený,  Josef Tuček, Josef Vychodil.
Tiskovým orgánem strany se staly v roce 1889 založené Moravské listy. Dalšími významnými listy byly například Selské listy v Olomouci, Velehrad v Kroměříži či Hlasy z Hané. Výkonný výbor strany sestával z vydavatelů a redaktorů těchto listů, jako byli např. Adolf Stránský, Emil Čermák, Josef Vychodil, J. J. Tvrdík, F. Barvič, A. Kusák.
Později se tiskovým orgánem staly Lidové noviny, které vznikly v roce 1893 sloučením Moravských listů a olomouckého listu Pozor.
Strana měla v programu ochranu a podporu malovýroby, vyvlastnění velkých pozemkových majetků, reformu zemských volebních řádů, usilovala o dosažení rovnoprávnosti ve všech sférách života. Byla zaměřena antiklerikalisticky, proti zneužívání náboženství v politice a veřejném životě. Jedním z významných požadavků strany bylo zřízení české univerzity na Moravě, ve vztahu k Němcům se strana snažila o smír.
Straně dominovalo liberální brněnské křídlo v čele s Adolfem Stránským. Kromě toho existovalo silné křídlo olomouckých rolníků, dále pak akademická mládež, která byla zaměřena pokrokářsky a realisticky. Ačkoliv se Lidová strana stylizovala jako národní strana Čechů, byla již od 90. let 19. století stranou střední třídy, pro podnikatele a rolníky. V devadesátých letech 19. století se strana pokusila získat i sociální demokraty. 
Vzhledem k převaze německých stran v moravském zemském sněmu a pragmatické politice Moravské národní strany zůstaly úspěchy Lidové strany zpočátku skromné. Strana dostávala jen malou podporu od českých mladočechů a spolupracovala spíše s Moravskou národní stranou, s níž v roce 1896 uzavřela i dohodu. 
Lidová strana se ve volbách do Moravského zemského sněmu v roce 1896 a do Říšské rady v roce 1897 stala nejsilnější stranou. V zemském sněmu pokračovala v umírněné politice Moravské národní strany, v Říšské radě působila v řadách radikální opozice. V roce 1907 strana ustoupila od mladočeských principů a její říšští poslanci opustili společný klub s mladočechy. 
V roce 1904 od strany oddělilo selské křídlo jako Agrární strana na Moravě. Progresivní křídlo se také osamostatnilo v roce 1906 jako Moravská strana pokroková. Lidová strana pak ztratila pozici nejsilnější české strany v moravských zemských volbách v roce 1906 a volbách do Říšské rady v roce 1907. 
V roce 1909 se strana sloučila s Moravskou stranou pokrokovou do Lidové strany pokrokové na Moravě.

## Volební výsledky
V roce 1892 ke straně konvertovali tři původně staročeští zemští poslanci Josef Tuček, František Lízal a Josef Vysloužil.
V roce 1892 získal v doplňovacích volbách říšský mandát Josef Tuček po Aloisi Pražákovi.
V roce 1894 získal Hynek Florýk mandát do zemského sněmu v doplňovacích volbách po staročeském poslanci Karlu Zapletalovi. 
V roce 1895 získal v doplňovacích volbách říšský mandát Adolf Stránský a Josef Vychodil.

### Říšská rada
| Volby | Hlasy  | Hlasy | Mandáty | Mandáty | Pozice |
| Volby | Abs.   | %     | Abs.    | ±       | Pozice |
| ----- | ------ | ----- | ------- | ------- | ------ |
| 1897  |        |       | 6/425   | ▲6      |        |
| 1901  |        |       | 10/425  | ▲4      | ▲13.   |
| 1907  | 39 184 | 0,8   | 6/516   | ▼4      | ▼22.   |

### Moravský zemský sněm
| Volby | Hlasy | Hlasy | Mandáty | Mandáty | Pozice |
| Volby | Abs.  | %     | Abs.    | ±       | Pozice |
| ----- | ----- | ----- | ------- | ------- | ------ |
| 1896  |       |       | 18/100  | ▲18     |        |
| 1902  |       |       | 18/100  | ▬0      |        |
| 1906  |       |       | 18/151  | ▼       |        |